# 新羅酒店
新羅酒店（韩国语：호텔신라 / 호텔新羅；英语：Shilla Hotel），位于韩国首都首尔特别市，韩国第一财阀三星集团的子公司之一，經營酒店以及免稅商店業務，现任社长是韩国女首富李富真（韩国首富李健熙长女）。

## 簡述[1]

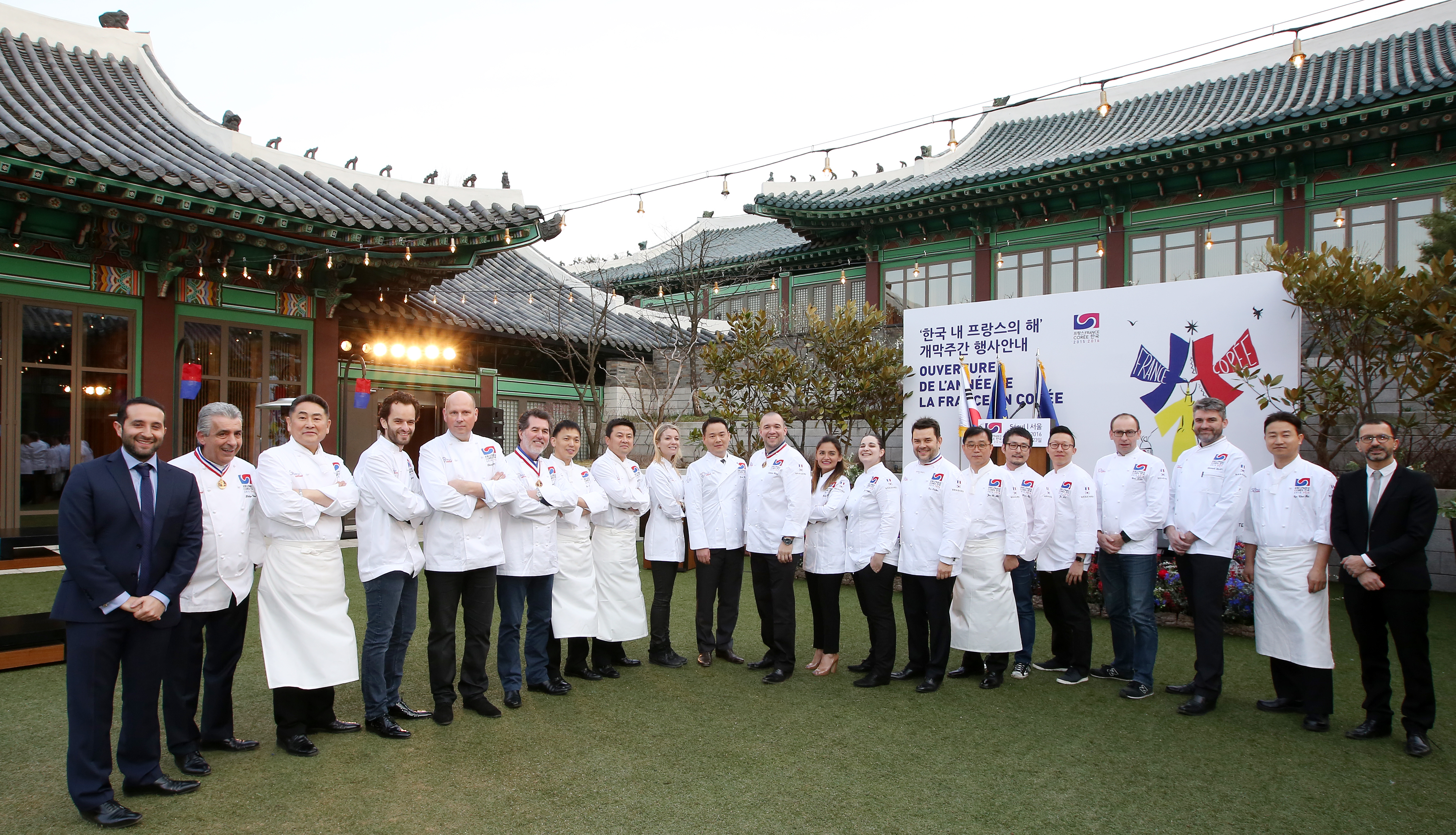
2016年於新羅酒店迎賓館舉辦的韓法文化交流活動。

新羅酒店於1979年由三星集團前會長李秉喆於漢城（今首爾特別市）創立。新羅酒店業務始於接管首爾歷史建築獎忠洞國賓館─「迎賓館」（Yeong Bin Gwan）。1979年，青瓦台境內的迎賓館落成後政府遂不再使用此一國賓館，三星集團便向朴正熙總統收購含迎賓館在內的整座山頭，並於迎賓館旁開設旗艦酒店首爾新羅酒店。2022年，尹錫悅總統不再使用青瓦台作為總統官邸，重新於新羅酒店設宴迎賓。目前新羅酒店在首爾、濟州島以及中國大陸的蘇州設有分館。目前新羅酒店的會長是由三星集團第二代會長李健熙长女李富真擔綱。

## 物业
- 首尔新罗酒店
- 济州新罗舒泰酒店
- 济州新罗酒店
- 苏州金鸡湖新罗酒店